# کاترین بارکلی
 کاترین بارکلی (انگلیسی: Catherine Barclay؛ زاده ۱۲ ژوئن ۱۹۷۳) یک تنیس‌باز اهل استرالیا است.